# Żansierik Sarsienbijew
Żansierik Sarsienbijew (ros. Жансерик Сарсенбиев; ur. 28 czerwca 1991) – kazachski zapaśnik walczący w stylu klasycznym. Zajął dziesiąte miejsce na mistrzostwach świata w 2018. Siódmy w mistrzostwach Azji w 2013. Drugi w Pucharze Świata w 2013 i siódmy w 2017. Dwunasty na Uniwersjadzie w 2013, jako zawodnik Kazakh Acacdemy of Sport and Tourism w Ałmaty. Wicemistrz świata juniorów w 2011, mistrz Azji juniorów w 2010 roku.